# كريستيان بوريل
كريستيان بوريل (بالفرنسية: Christian Borel)‏ هو لاعب كرة قدم فرنسي، ولد في 13 نوفمبر 1956 في كان في فرنسا. لعب مع نادي باستيا ونادي ليل.

## وصلات خارجية
- كريستيان بوريل على موقع قاعدة بيانات كرة القدم.إي يو (الإنجليزية)
- كريستيان بوريل على موقع عالم كرة القدم.نت (الإنجليزية)